# Іоанн Антіохійський (історик)
Не плутати з Іоаном, архієпископом Антіохійським
Іоанн Антіохійський (грец. Ιωάννης της Αντιόχειας) — візантійський історик VII століття, автор хроніки, яка фрагментарно збереглася.
Іоанн був ченцем, мабуть, сучасником візантійського імператора Іраклія (610–641). Написав історичну хроніку від Адама до смерті імператора Фоки в 610 році, спираючись на твори Секста Юлія Африкана, Євсевія, Амміана Марцелліна, Пріска, Іоанна Малали. З останнім, теж вихідцем з Антіохії, Іоанна часто плутали середньовічні компілятори, тим більше, що в їх текстах знаходять багато спільного.
Фрагменти хроніки Іоанна Антіохійського містять цінні відомості з історії V — початку VII століть, зокрема Іоанн найбільш докладно розповів про переворот в Римі в 455 році, який спричинив набіг вандалів. Хроніка містить також перше свідчення про появу булгар на Балканах.
Праця Іоанна Антіохійського фрагментарно дійшла до нашого часу у 2 колекціях: Codex Parisinus, зібраний французьким істориком XVII століття Клавдієм Салмазієм, і частково збереженою візантійською енциклопедією історії X століття, написаної на замовлення імператора Костянтина Багрянородного. Витяги з колекцій досить помітно відрізняються, що дало привід деяким дослідникам говорити про різних істориків Іоаннах Антіохійських. Фрагменти обох колекцій опубліковані Карлом Мюллером. У 2008 році вийшло нове коментоване видання фрагментів з перекладом на англійську мову.